# Winthemia nitida
Winthemia nitida är en tvåvingeart som beskrevs av Robineau-desvoidy 1863. Winthemia nitida ingår i släktet Winthemia och familjen parasitflugor.
Artens utbredningsområde är Frankrike. Inga underarter finns listade i Catalogue of Life.